# Comboyne
Comboyne är en ort i Australien. Den ligger i kommunen Port Macquarie-Hastings och delstaten New South Wales, i den sydöstra delen av landet, omkring 280 kilometer nordost om delstatshuvudstaden Sydney. Antalet invånare är 546.
Runt Comboyne är det glesbefolkat, med 17 invånare per kvadratkilometer.. Comboyne är det största samhället i trakten. 
I omgivningarna runt Comboyne växer i huvudsak städsegrön lövskog. Genomsnittlig årsnederbörd är 1 825 millimeter. Den regnigaste månaden är februari, med i genomsnitt 359 mm nederbörd, och den torraste är oktober, med 41 mm nederbörd.